# Centaure (1757)
Pour les autres navires du même nom, voir Centaure (navire) et HMS Centaur.
Le Centaure est un vaisseau de ligne portant 74 canons, de la Marine française, construit à Toulon en 1756, et lancé en 1757, pendant la Guerre de Sept Ans. Il est capturé par la marine anglaise en 1759 lors de la guerre de Sept Ans. Intégré à la Royal Navy, il participe à de nombreuses campagnes. Il est coulé par une tempête à la fin de la guerre d'Indépendance américaine alors qu'il regagne l'Angleterre.

## Caractéristiques
Le Centaure est un vaisseau de force de 74 canons lancé selon les normes définies dans les années 1740 par les constructeurs français pour obtenir un bon rapport coût/manœuvrabilité/armement afin de pouvoir tenir tête à la marine anglaise qui dispose de beaucoup plus de vaisseaux depuis la fin des guerres de Louis XIV.
Comme pour tous les vaisseaux de l’époque, sa coque est en chêne. Son gréement, (mâts et vergues) est en pin. Il y a aussi de l’orme, du tilleul, du peuplier et du noyer pour les affûts des canons, les sculptures des gaillards et les menuiseries intérieures. Les cordages (80 tonnes) et les voiles (à peu près 2 500 m2) sont en chanvre. Un deuxième jeu de voiles de secours est prévu en soute.
Il dispose sur son pont inférieur de 28 canons de 36 livres (les plus gros calibres en service dans la flotte à cette époque) et de 30 canons de 18 livres sur son pont supérieur. En outre, 16 canons de 8 livres sont répartis sur les gaillards. Cette artillerie en fer pèse 215 tonnes. Pour l’approvisionner au combat, le vaisseau embarque près de 6 000 boulets pesants au total 67 tonnes. S’y ajoute des boulets ramés, chaînés et beaucoup de mitraille (8 tonnes). Il y a pour finir 20 tonnes poudre noire, stockée sous forme de gargousses ou en vrac dans les profondeurs du vaisseau.

## La perte duCentaurependant la guerre de Sept Ans

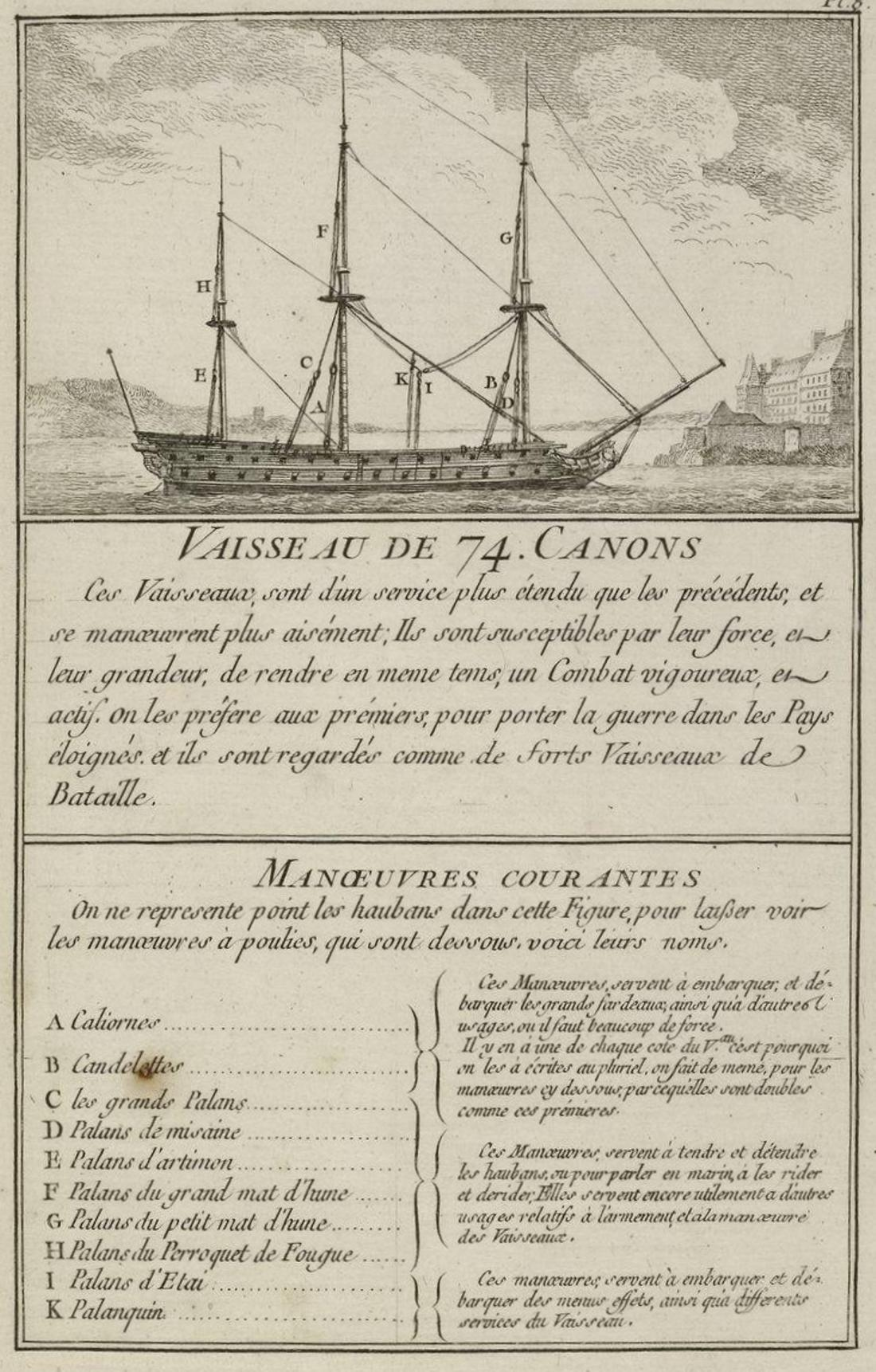
Modèle de vaisseau de 74 canons du même type que le Centaure au milieu du XVIIIe siècle.

A son lancement, le Centaure est presque immédiatement engagé dans la guerre avec l'Angleterre qui fait rage depuis 1755. Il est commandé par le comte de Sabran-Grammont et fait partie de l'escadre de La Clue qui quitte Toulon le 5 août 1759. Cette force de 12 vaisseaux prend la destination de l'Atlantique afin de se joindre à l'escadre de Brest qui doit couvrir une tentative de débarquement sur l'Angleterre. Cependant, lorsqu'elle sort de la Méditerranée, elle est repérée par les forces anglaises qui montent la garde à Gibraltar et qui se lancent à sa poursuite. Dans la nuit du 17 au 18 août, l'escadre française se disloque à la suite de signaux mal interprétés venus du navire-amiral, l'Océan. Cinq vaisseaux vont se réfugier à Cadix, ne laissant plus à La Clue que sept bâtiments, dont le Centaure face aux 14 de Boscawen.

Le Centaure se trouve sur l’arrière garde et se sacrifie pour tenter de sauver les six autres vaisseaux poursuivis par les Anglais. A l’issue d’un combat de cinq heures, il reçoit les tirs successifs de cinq vaisseaux adverses sur les deux bords, encaisse 300 boulets dans la coque et termine le combat rasé comme un ponton (démâté). Avec deux cents morts et blessés à bord et six pieds d'eau dans la cale, le Centaure doit se rendre. Son commandant, qui a neuf blessures, est emmené prisonnier à Gibraltar. Le rapport qu’il fait au ministre le 26 août 1759 donne une idée précise de la violence du combat et de l’héroïsme de l’équipage : 

« J’avais pris toutes mes dispositions pour pouvoir faire la plus longue résistance qu’il me serait possible de donner par là le temps à l’escadre de s’éloigner, pendant que j’occupais le plus grand nombre des ennemis… Pendant que je faisais aux ennemis tout le mal que je pouvais, ils m’en faisaient encore davantage. Sur les six heures, toutes mes manœuvres étaient hachées, mes voiles emportées ou criblées de coups, ma grande vergue brisée… Mon maître calfat vint m’avertir que j’avais quatre pieds d’eau dans la cale et qu’il y avait nombre de voies d’eau. L’état où je me voyais réduit ne fit rien changer à la résolution que j’avais prise de tenir bon jusqu’à la dernière extrémité. Je voyais avec quelques satisfaction notre escadre s’éloigner et la plus grande partie de celle des Anglais décidée à ne pas les poursuivre que je ne fusse rendu. Je me flattais qu’une défense opiniâtre de ma part pourrait les sauver. Si j’ai réussi, c’est un bien grand adoucissement à mes peines… A sept heures et demie, comme la nuit allait commencer, mon calfat revint pour m’avertir que j’avais plus de six pieds d’eau dans la cale, qu’elle augmentait à chaque instant et qu’une partie de mes poudres étaient mouillée : je me rendis. (…) Quant à mon équipage, il est difficile, j’ose même dire impossible que l’on puisse être mieux armé que je l’étais, et qu’on trouve ailleurs plus de bravoure et de fermeté dans le soldat et le matelot. Ils étaient tous animés du même esprit. Pas un seul n’a quitté son poste et tous ont combattu avec la valeur la plus déterminée. J’ai défendu, monseigneur, mon vaisseau autant qu’il m’a été possible. J’ai tenu jusqu’au dernier moment. Je n’ai amené le pavillon que lorsque le danger était pressant ; j’ai cru ne devoir pas sacrifier autant de braves gens que ceux que j’avais sous mes ordres et qui avaient si bien fait leur devoir. Si j’ai pu mériter votre estime, mon malheur m’en paraîtra moins grand. »

Le courage de Joseph de Sabran est salué par les Anglais. Rapidement libéré, il est fêté à Toulon, à Paris, à la cour et reçoit une pension du roi. À la fin du XIXe siècle, l’historien et stratège naval Alfred Mahan citera en exemple la défense du Centaure pour montrer tout ce que peut faire une arrière-garde afin de retarder une poursuite. Dans le cas du Centaure, son glorieux sacrifice va finalement se révéler inutile : sur les six vaisseaux en fuite, deux seulement réussiront à gagner la France. Quant aux quatre autres, rattrapés sur la côte portugaise de Lagos le lendemain, deux finiront incendiés et deux seront capturés par la Royal Navy.

## Le service duCentauredans la Royal Navy (1759-1782)
Le Centaure est l'un des 18 vaisseaux de ligne français capturés par la Royal Navy la guerre de Sept Ans. Il est rebaptisé le HMS Centaur pour être intégré à la marine anglaise comme vaisseau de troisième rang. Le Centaur participe ensuite à diverses actions contre la marine française jusqu'à la fin de la guerre de Sept Ans.
Pendant la guerre d'Indépendance américaine, il est engagé aux batailles d'Ouessant en 1778, de Fort-Royal et de Chesapeake en 1781, puis à la bataille des Saintes, en avril 1782. En septembre 1782, le Centaur est un des navires britanniques qui participe à la défense de la Jamaïque. Lors du retour vers l'Angleterre, il est pris dans l'Atlantique par un ouragan avec un autre groupe de vaisseaux et sombre le 16 septembre près des bancs de Terre-Neuve.
Le capitaine John Nicholson Inglefield, avec onze membres de son équipage, survit au naufrage en réussissant à embarquer dans une chaloupe. Ils arrivent aux Açores après avoir navigué dans un bateau ouvert pendant 16 jours sans boussole ou voile et seulement deux bouteilles d'eau. Environ 400 membres d'équipage ont péri.

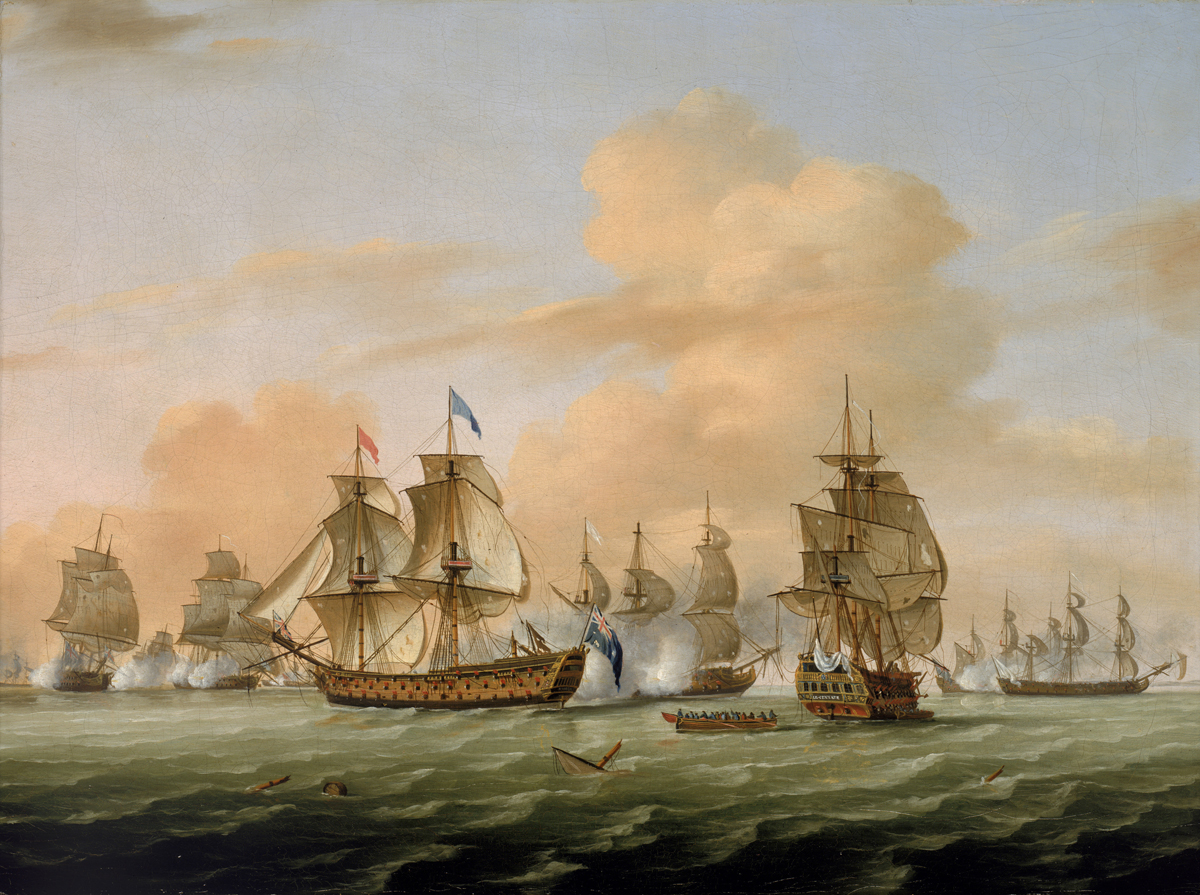
La bataille de Lagos, en 1759, au cours de laquelle le Centaure est capturé. Son capitaine se sacrifie pour couvrir la retraite de l’escadre française.
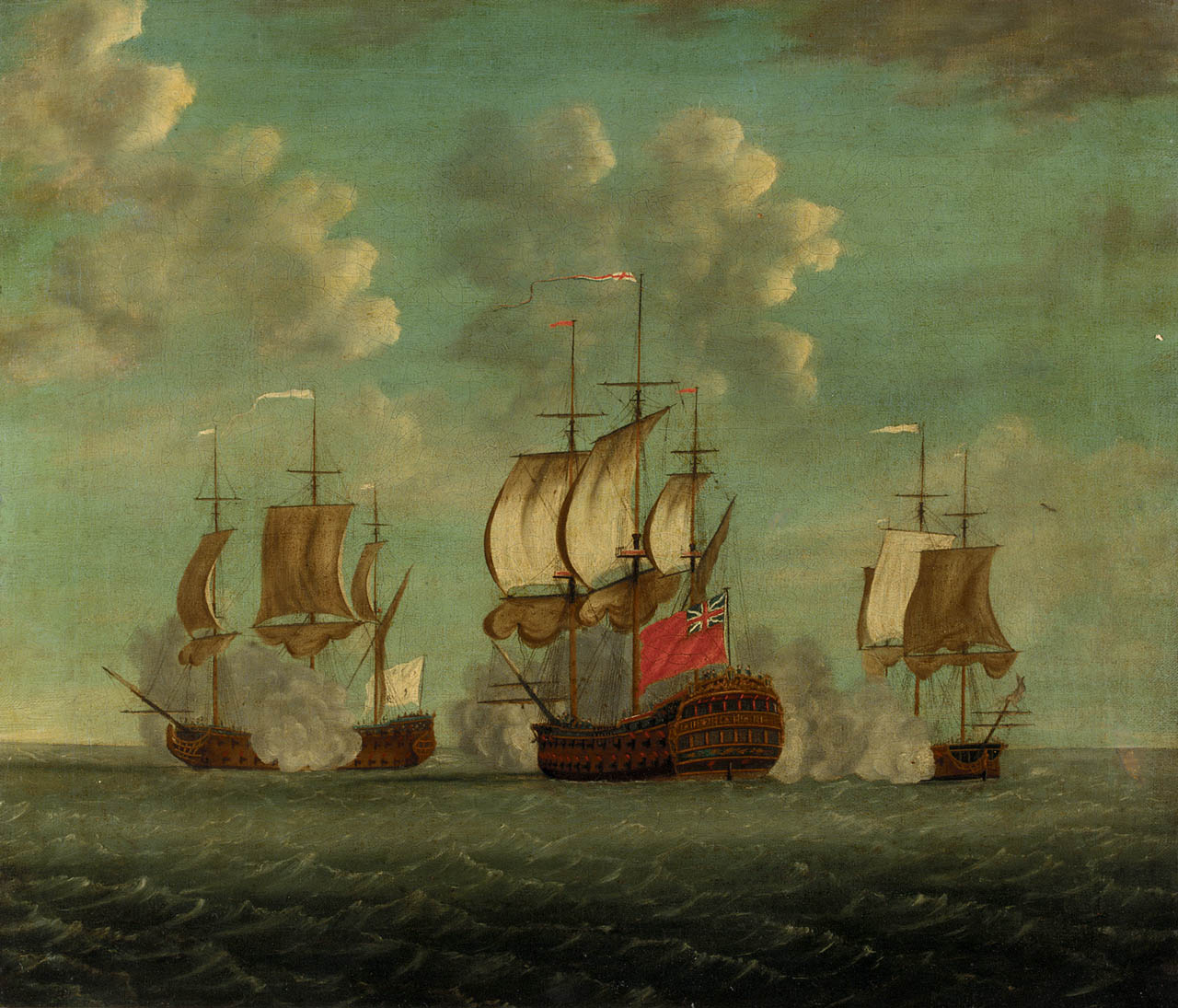
Rebaptisé HMS Centaur, il poursuit sa carrière dans la Royal Navy. Ici, en action en 1760 contre un vaisseau et une frégate française.
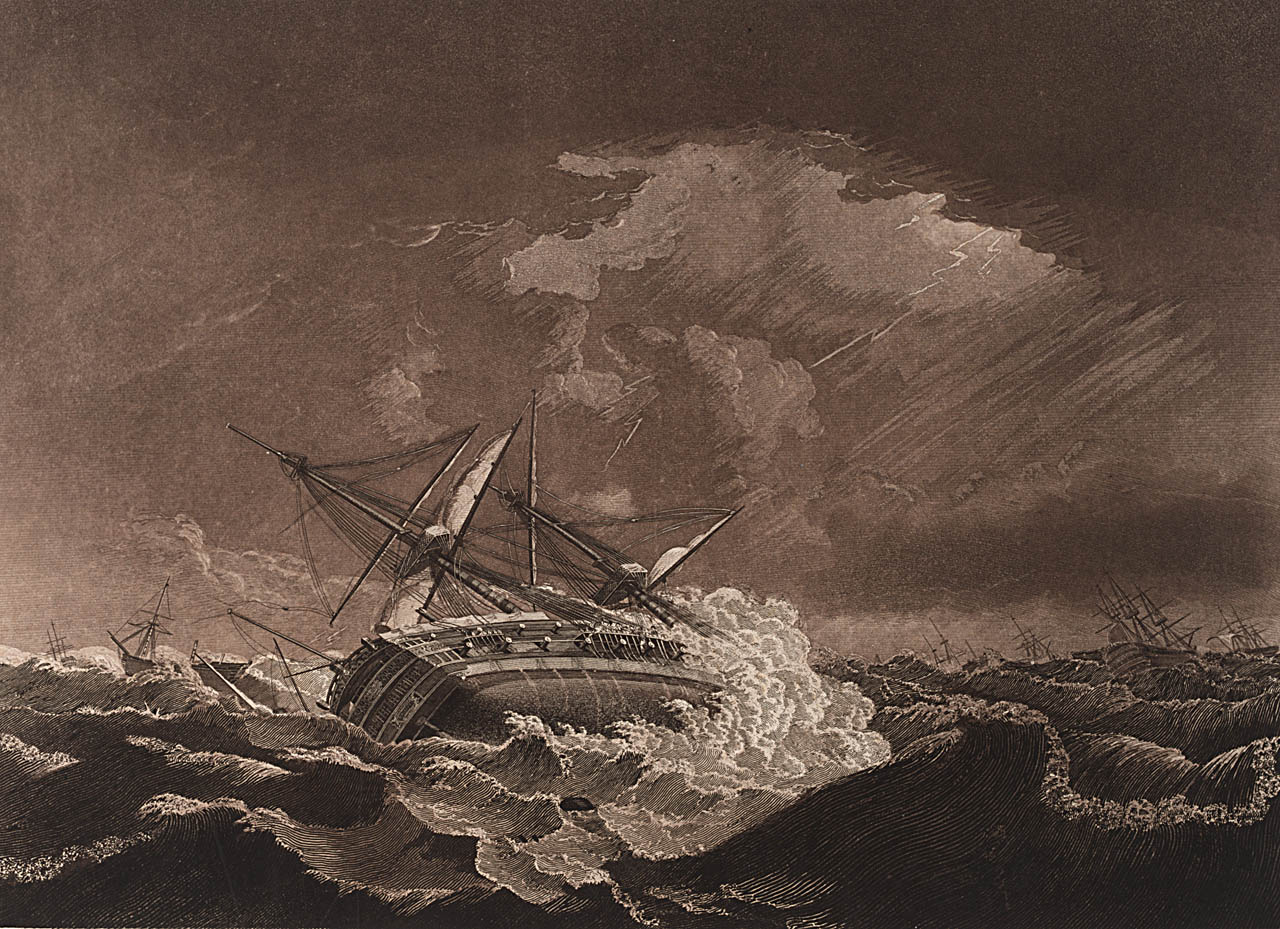
En 1782, à la fin de la guerre d’Indépendance américaine, le Centaur est pris dans une violente tempête qui cause sa perte dans l’Atlantique.
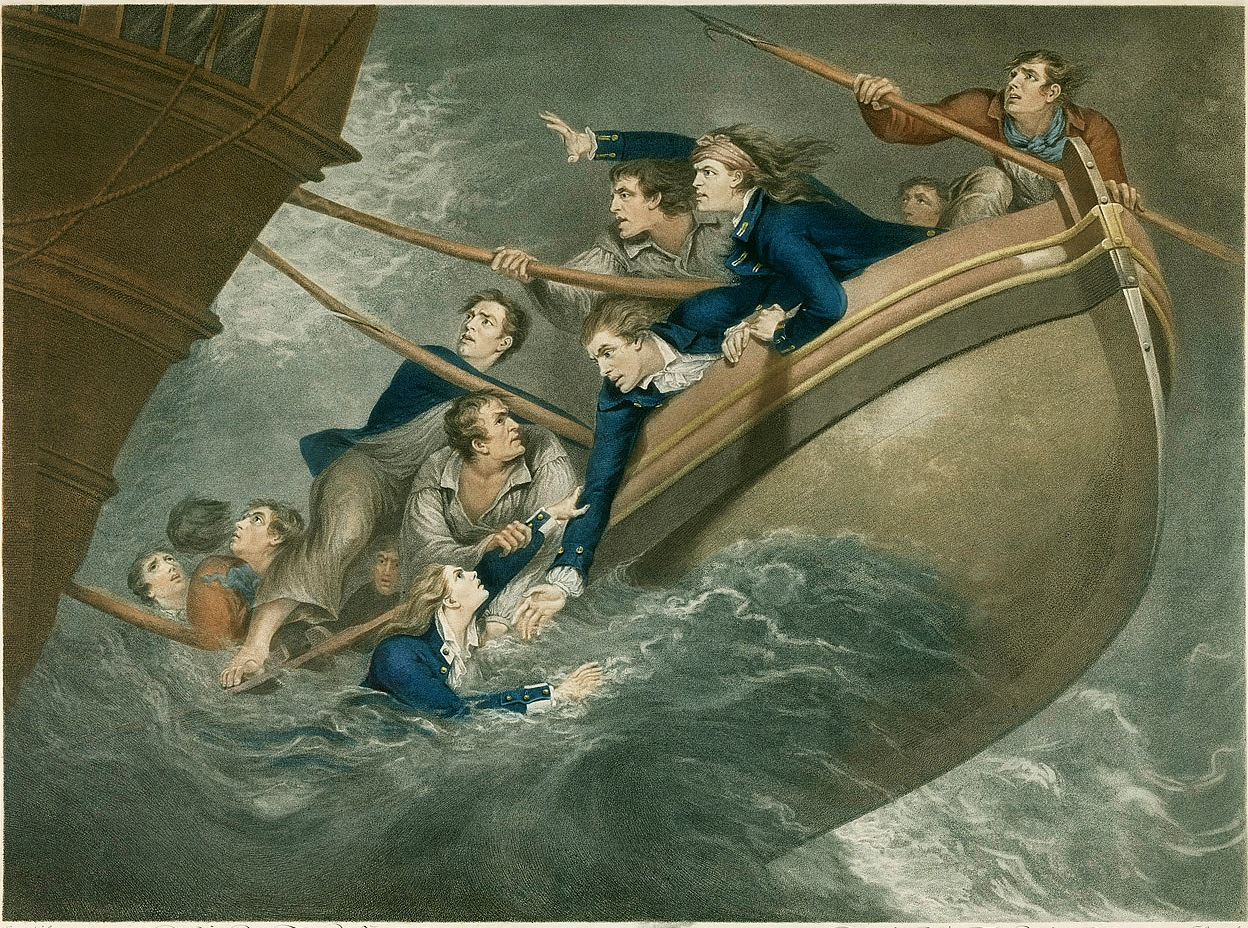
Lors de cette tempête, seul un petit groupe d’hommes sur les 800 que compte le Centaur parvient à s’embarquer sur une chaloupe.
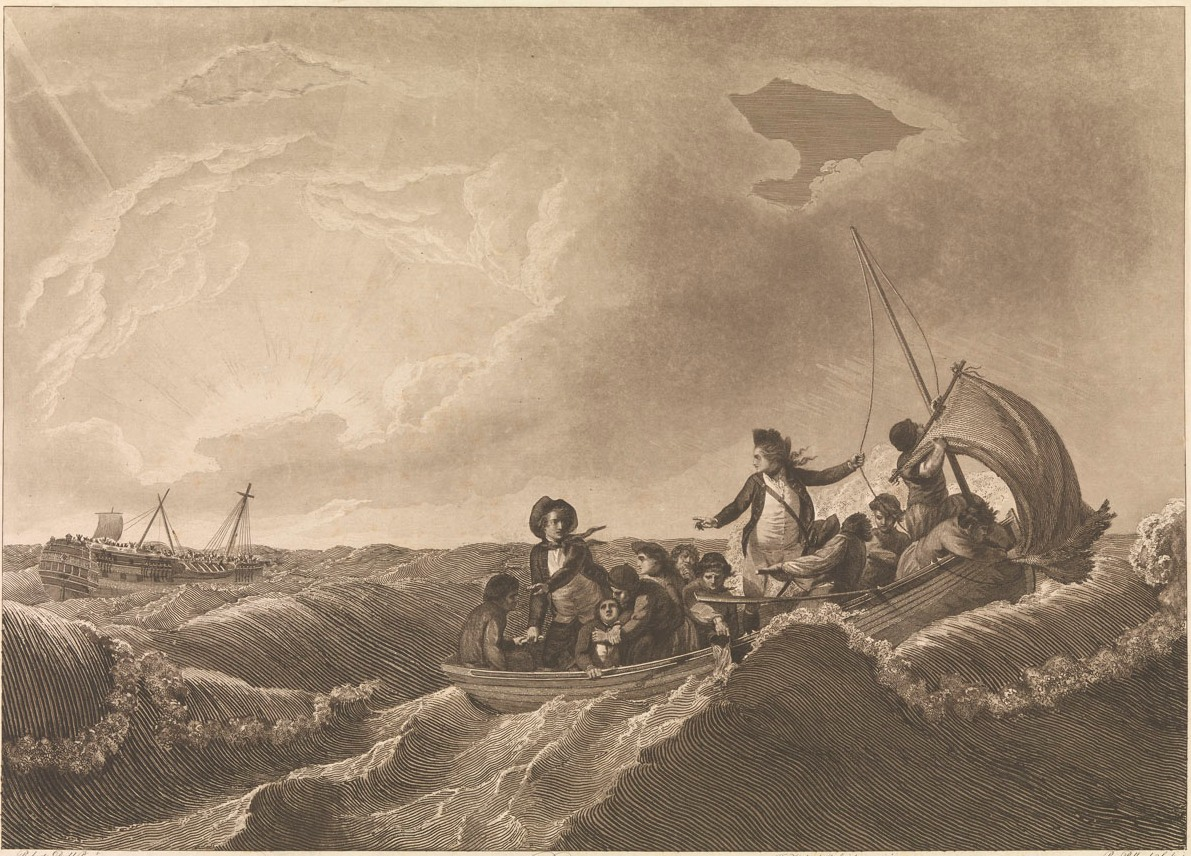
Les onze hommes d’équipage survivants et leur commandant réussissent à gagner les Açores après 16 jours de navigation.